# Northland (região)

Localização da região na Ilha Norte da Nova Zelândia.

Northland (Te Tai Tokerau ou Te Hiku-o-te-Ika em maori; Northland Region em inglês) é a mais setentrional das 16 regiões neo-zelandesas. É apelidada de "Extremo Norte" pelos neo-zelandeses ou, em alternativa, o "Norte sem inverno" devido ao seu clima ameno. O seu principal centro populacional é Whangarei e a maior cidade é Kerikeri.
| Conurbações da Região Northland 2014 | Conurbações da Região Northland 2014 | Conurbações da Região Northland 2014 |        |
| Nome                                 | População                            | Densidade populacional               |        |
| ------------------------------------ | ------------------------------------ | ------------------------------------ | ------ |
| Nome                                 | População                            | Whangarei                            | 54,400 |
| Kerikeri                             | 7,110                                |                                      |        |
| Kaitaia                              | 5,580                                |                                      |        |
| Dargaville                           | 4,780                                |                                      |        |
| Kaikohe                              | 4,370                                |                                      |        |
| Ruakaka                              | 2,916                                |                                      |        |
| Paihia                               | 1,880                                |                                      |        |
| Mangawhai                            | 1,665                                |                                      |        |
| Taipa-Mangonui                       | 1,800                                |                                      |        |
| Moerewa                              | 1,600                                |                                      |        |
| Waipu                                | 1,490                                |                                      |        |
| Hikurangi                            | 1,420                                |                                      |        |
| Kawakawa                             | 1,400                                |                                      |        |
|                                      |                                      |                                      |        |